# Campionati europei di slittino 1972
I Campionati europei di slittino 1972 sono stati la 19ª edizione della competizione.
Si sono svolti a Schönau am Königssee, in Germania dell'Ovest.

## Medagliere
| Pos.   | Nazione        | Oro | Argento | Bronzo | Totale |
| ------ | -------------- | --- | ------- | ------ | ------ |
| 1      | Germania Est   | 3   | 1       | 1      | 5      |
| 2      | Germania Ovest | 0   | 2       | 2      | 4      |
| Totale | Totale         | 3   | 3       | 3      | 9      |

## Podi
| Evento            | Oro                            | Argento                         | Bronzo                               |
| Singolo Maschile  | Wolfgang Scheidel              | Harald Ehrig                    | Leonhard Nagenrauft                  |
| Singolo Femminile | Ute Rührold                    | Elisabeth Demleitner            | Anna-Maria Müller                    |
| Doppio            | Horst Hörnlein Reinhard Bredow | Hans Brandner Balthasar Schwarm | Peter Reichnwallner Rudolf Grosswang |